# 4-ヒドロキシ安息香酸
4-ヒドロキシ安息香酸 (4-ヒドロキシあんそくこうさん、4-hydroxybenzoic acid) または p-ヒドロキシ安息香酸 (パラヒドロキシあんそくこうさん）とは、安息香酸のパラヒドロキシ誘導体。アルコールやエーテル、アセトンには易溶で、水やクロロホルムにわずかに溶ける無色の結晶。サリチル酸（2-ヒドロキシ安息香酸）の位置異性体にあたる。
生体内ではユビキノン合成などの中間体として重要であり、動物、植物、微生物を含め幅広い生物が合成している。したがって食品中にも存在しており、ココナツやアサイーなどには多く含まれている。4-ヒドロキシ安息香酸のエステルはパラベンと呼ばれ、保存料として用いられる。4-ヒドロキシ安息香酸はその原料である。

## 化学合成
4-ヒドロキシ安息香酸はカリウムフェノキシドと二酸化炭素から製造される。研究室レベルでは、サリチル酸カリウムと炭酸カリウムを 230 ℃ に加熱して反応後に酸で処理すると 4-ヒドロキシ安息香酸 が得られる。

## 生合成
大腸菌や出芽酵母では芳香族アミノ酸の合成中間体であるコリスミ酸から、コリスミ酸リアーゼの作用でピルビン酸を解離して合成している。また動物はチロシンから4-ヒドロキシ安息香酸を合成できることが知られている。